# Billy Williams (fotógrafo)
Billy Williams (Londres, 3 de junho de 1929 – 21 de maio de 2025) foi um diretor de fotografia britânico. Venceu o Oscar de melhor fotografia na edição de 1983 por Gandhi, ao lado de Ronnie Taylor.

## Morte
Williams morreu no dia 21 de maio de 2025, aos 95 anos.